# Poole
Poole és una ciutat costanera amb un port propi, situada al comtat de Dorset, al sud d'Anglaterra. Té una població de 138.299 habitants (segons el cens de 2001), i el seu port natural (el segon més gran del món), situat a la costa del canal de la Mànega atreu un gran nombre de turistes cada any.
Forma part d'una conurbació, juntament amb les localitats de Bournemouth i Christchurch.
Aquí acaba el Sender de la Costa Sud-oest.

## Persones il·lustres
- John le Carré (1931 - 2020) escriptor
- Jac Holmes (1993 - 2017) guerriller